# بلرادو
بلرادو (به اسپانیایی: Belorado) یک شهرستان در اسپانیا است.